# Paradoxa de l'omnipotència
La paradoxa de l'omnipotència és una família de paradoxes relacionades en abordar la qüestió de si l'existència d'una entitat omnipotent com per exemple Déu, és lògicament possible. Si un ésser pot realitzar qualsevol acció, hauria de ser capaç de crear una tasca que no pot realitzar, i per tant, no pot realitzar totes les accions. Però, per contra, si no es pot crear una tasca que no pot complir, llavors hi ha una cosa que no pot fer i, per tant deixa de ser omnipotent.
Una versió de la paradoxa de l'omnipotència és la paradoxa de la pedra: una de les més famoses "Pot un ésser omnipotent crear una pedra tan pesada que fins i tot que l'ésser que l'ha creat no pugui aixecar?" Si la pot crear, llavors no la podrà aixecar i, per tant, no és omnipotent, i si no la pot crear tampoc és omnipotent.